# 奥托三世 (下巴伐利亚)
奥托三世（德语：Otto III，1261年2月11日—1312年11月9日）维特尔斯巴赫王朝的匈牙利国王（稱貝拉五世，1305年－1308年在位）和下巴伐利亚公爵（1290年起）。
奥托三世是下巴伐利亚公爵亨利十三世的长子，母亲是匈牙利公主伊丽莎白（匈牙利国王贝拉四世之女）。在亨利十三世于1290年去世后，奥托三世与自己的两个兄弟路易三世和斯特凡一世一起统治下巴伐利亚。
在奥托三世在位时期，他致力于从哈布斯堡家族手中夺取施蒂里亚（在1180年之前，施蒂里亚曾是巴伐利亚公爵狮子亨利的辖地）。
1301年，匈牙利阿尔帕德王朝的最后一个男性成员安德烈三世（奥托三世的表舅）去世。匈牙利贵族分成三派，分别支持波希米亚王子文采爾（贝拉四世的第五代孙）、法国贵族查理·罗贝尔（贝拉四世的另一个第五代孙）以及奥托三世（贝拉四世的外孙）继承匈牙利王位。在1301年到1308年之间，匈牙利实际上处于内战状态。
奥托三世最初拒绝接受王位，但失去贵族支持的瓦茨拉夫在1305年下台时把王位传给了他，稱貝拉五世。然而，貝拉五世的支持者比瓦茨拉夫还要少。1308年，他被反叛的匈牙利贵族监禁，被迫让位给查理·罗贝尔，后者遂成为匈牙利唯一的国王。
在貝拉五世于匈牙利执政期间，巴伐利亚的事务由他的弟弟斯特凡管理。由于过多地卷入奥地利和匈牙利事务，他在巴伐利亚的地位遭到削弱并且给巴伐利亚带来了财政问题。
他于1312年在兰茨胡特去世，他在巴伐利亚的爵位由他的儿子亨利十五世继承。

## 家系
| 奥托三世 | 父亲： 下巴伐利亚公爵亨利十三世 | 祖父： 巴伐利亚公爵奥托二世               | 祖父之父： 巴伐利亚公爵路易一世         |
| 奥托三世 | 父亲： 下巴伐利亚公爵亨利十三世 | 祖父： 巴伐利亚公爵奥托二世               | 祖父之母： 波希米亞的柳德米拉           |
| 奥托三世 | 父亲： 下巴伐利亚公爵亨利十三世 | 祖母： 普法尔茨伯爵小姐普法爾茨的阿格尼絲 | 祖母之父： 普法尔茨伯爵海因里希五世     |
| 奥托三世 | 父亲： 下巴伐利亚公爵亨利十三世 | 祖母： 普法尔茨伯爵小姐普法爾茨的阿格尼絲 | 祖母之母： 霍亨斯陶芬的阿格尼絲         |
| 奥托三世 | 母亲： 匈牙利公主伊丽莎白       | 外祖父： 匈牙利国王贝拉四世               | 外祖父之父： 匈牙利国王安德烈二世       |
| 奥托三世 | 母亲： 匈牙利公主伊丽莎白       | 外祖父： 匈牙利国王贝拉四世               | 外祖父之母： 梅拉尼亞的格特魯德         |
| 奥托三世 | 母亲： 匈牙利公主伊丽莎白       | 外祖母： 尼西亚公主瑪麗亞·拉斯卡里娜      | 外祖母之父： 尼西亚帝国皇帝狄奥多尔一世 |
| 奥托三世 | 母亲： 匈牙利公主伊丽莎白       | 外祖母： 尼西亚公主瑪麗亞·拉斯卡里娜      | 外祖母之母： 拜占庭公主安娜·安格里娜    |

## 资料来源
- genealogie-mittelalter.de

| 奥托三世 (下巴伐利亚) 維特爾斯巴赫王朝出生于：1261年2月11日逝世於：1312年11月9日 | 奥托三世 (下巴伐利亚) 維特爾斯巴赫王朝出生于：1261年2月11日逝世於：1312年11月9日 | 奥托三世 (下巴伐利亚) 維特爾斯巴赫王朝出生于：1261年2月11日逝世於：1312年11月9日 |
| 統治者頭銜                                                                       | 統治者頭銜                                                                       | 統治者頭銜                                                                       |
| -------------------------------------------------------------------------------- | -------------------------------------------------------------------------------- | -------------------------------------------------------------------------------- |
| 前任： 文采尔                                                                    | 匈牙利国王 1305年－1308年                                                        | 繼任： 查理一世                                                                  |
| 前任： 亨利十三世                                                                | 下巴伐利亚公爵 1290年－1312年；与路易三世和斯特凡一世共治                        | 繼任： 亨利十五世                                                                |